# 皱折裸胞壳
皱折裸胞壳（学名：Emericella corrugata）是属于散囊菌目发菌科裸胞壳属的一种真菌，可生长在土壤等基物上。该种分布于中国、泰国等地。
皱折裸胞壳皱折曲霉（Aspergillus corrugatus）的有性型。